# ヒンディー語
ヒンディー語、ヒンディー（ヒンディーご、हिंदी, हिन्दी）は、インドの主に中部や北部で話されている言語で、インドの憲法では連邦公用語としている。インドで最も多くの人に話されている。

## 言語名
原語においては「ヒンディー (Hindi)」だけで言語を表すので、「語」を付する必要はないともいえるが、カテゴリーを明示する日本語の慣習に従って「ヒンディー語」と呼んでいる。英語でも、Hindi languageと呼ぶことがあり、インドの英字新聞でも、この表現は使われている。
「ヒンディー」はヒンドゥ (Hindu) の形容詞形である。本来「ヒンドゥ」とはインダス河 (Sindhu) に由来し、ペルシア語でインドを意味する語であった。インドを統治したイスラーム系の王朝がペルシア語を公用語としたために、ペルシア語に対して「インドの言語」の意味で「ヒンディー」と呼んだ。
歴史的に「ヒンディー語」という名称は、デリーを中心とした北インドの言葉を指す語のひとつであり、この言語の呼称としては「ヒンディー語」、「ウルドゥー語」、「ヒンドゥスターニー語」、「ヒンダヴィー語」、「デフラヴィー語」などの語が同義語として用いられてきた。19世紀になると、ヒンドゥー教徒の標準語を作ろうとする政治的・社会的な動きがイギリス領インド帝国で生まれ、19世紀末には「ヒンディー語」という呼称は、イスラム教徒の言語とは異なるヒンドゥー教徒の言語を意味するようになった（一方で「ウルドゥー語」はイスラム教徒の言語を、「ヒンドゥスターニー語」は両者の混合体または両者の総称を意味するようになった）。
現在「ヒンディー語」と呼ぶものは、インドの公用語である標準ヒンディー語を指すのが普通である。ただし、ウルドゥー語や両者の混合体を含めて「ヒンディー語」と呼ぶ場合もある。
この言語は、インドではもっとも話者人口が多く、日本では、かつて「インド（印度）語」と呼ばれたが、現在はこの名称は使われない。この言語は、大陸への戦略的な意味で必要性があったことから、「印度語」の名称で教本が数々出版され、大阪大学外国語学部の前身である大阪外国語学校（1921年設立）には、印度語部が設置されていた。

## 系統と歴史
ヒンディー語はインド・アーリア語派に分類され、隣国ネパールで話されるネパール語などとも近縁関係にある。
ウルドゥー語とは基本的な語彙や文法がほぼ共通しており、言語学的には同一の言語の二種類の標準化である。
歴史的にはデリー一帯の言語をもとに、ペルシア語・アラビア語からの強い影響を受けてウルドゥー語がまず成立し、南アジア全体に広がった。その後にヒンディー語がアラビア語、ペルシア語系の高級語彙をサンスクリット由来の高級語彙で置換させることによって成立した。なお、ヒンディー語にも基本語彙中にはアラビア語、ペルシア語の語彙がかなり多く存在している。日常生活では両言語の中間的な言語を使用しており、両者を総称してヒンドゥスターニー語と呼ぶこともある。
現代ヒンディー語はインド英語とも影響し合って変化を続けている。
インドでは、憲法の351条でヒンディー語の普及を連邦の義務としており、連邦の公用語をヒンディー語に統一する運動を進めているが、とくに南部のドラヴィダ語圏で反対が強く、反対運動にともない死者を出す騒動も発生した。このため 1963年の公用語法で、英語も公用語として使われ続けることになった。

## 分布・地位
ヒンディー語は、インドの連邦公用語であるとともに、デリー首都圏でも公用語となっている。
また、以下の州で公用語とされている。
- ハリヤーナー州
- ジャールカンド州
- マディヤ・プラデーシュ州
- チャッティースガル州
- ウッタル・プラデーシュ州
- ウッタラーカンド州
- ヒマーチャル・プラデーシュ州
- ラージャスターン州
- ビハール州

ただし、これらの州ではヒンディー語だけが話されているわけではなく、さまざまな言語が話されている。また、これらの州以外でもヒンディー語が話されないわけでなく、むしろヒンディー語の母語話者はインド中部・北部を中心に広く分布する。
また、インド系の人口が多い、フィジーでも公用語となっている。
また世界各地のインド系移民の中にもヒンディー語を話す者が多くいる。

## 音声

Ohala (1999)によるヒンディー語の母音体系。/ɛ/ と英語からの借用語に見える /æ/ を区別するため、11母音になっている

ヒンディー語には10種類の母音がある。a /ə/、i /ɪ/、u /ʊ/ の3つは短く、ā /ɑː/、ī /iː/、ū /uː/、e /eː/、o /oː/、ai /æː/ または /ɛː/、au /ɔː/ の7つは長いが、長さだけではなく、調音そのものが異なる。
ヒンディー語では鼻母音が発達している。
子音は以下のとおり。そり舌音が発達していることと、調音位置を等しくする破裂音に無声無気音・無声帯気音・有声無気音・有声帯気音（息もれ声を持つ有声子音）の4種類があることは、サンスクリット以来変わらない特徴である。かっこ内に記した子音(f z x ɣ q) は借用語にのみ現れ、それぞれ ph j kh g k と同様に発音されることも多い。ṇ (/ɳ/) はサンスクリットからの借用語にあらわれ、やはり n と区別されないことも多い。
ḍ と ṛ はおおむね相補分布をなし、前者は語頭・重子音・鼻音のあとに、後者はそれ以外の位置に現れる。ただし英語からの借用語ではそれ以外の位置にも ḍ が現れるため、音韻的に対立する。
|               |            | 両唇音 唇歯音 | 歯音 歯茎音 | そり舌音 | 後部歯茎音 硬口蓋音 | 軟口蓋音 | 口蓋垂音 | 声門音 |
| ------------- | ---------- | ------------- | ----------- | -------- | ------------------- | -------- | -------- | ------ |
| 破裂音 破擦音 | 無声無気音 | p             | t /t̪/       | ṭ /ʈ/    | c /tʃ/              | k        | (q)      |        |
| 破裂音 破擦音 | 無声帯気音 | ph /pʰ/       | th /t̪ʰ/     | ṭh /ʈʰ/  | ch /tʃʰ/            | kh /kʰ/  |          |        |
| 破裂音 破擦音 | 有声無気音 | b             | d /d̪/       | ḍ /ɖ/    | j /dʒ/              | g        |          |        |
| 破裂音 破擦音 | 有声帯気音 | bh /bʱ/       | dh /d̪ʱ/     | ḍh /ɖʱ/  | jh /dʒʱ/            | gh /ɡʱ/  |          |        |
| 鼻音          | 鼻音       | m             | n           | (ṇ /ɳ/)  |                     |          |          |        |
| 摩擦音        | 無声音     | (f)           | s           |          | š /ʃ/               | (x)      |          | h      |
| 摩擦音        | 有声音     |               | (z)         |          |                     | (ɣ)      |          |        |
| はじき音      | 無気音     |               |             | ṛ /ɽ/    |                     |          |          |        |
| はじき音      | 帯気音     |               |             | ṛh /ɽʱ/  |                     |          |          |        |
| 半母音        | 半母音     | v             | r           |          | y /j/               |          |          |        |
| 側面音        | 側面音     |               | l           |          |                     |          |          |        |

強勢は音韻的な意味を持たない。

## 文法
SOV 型で、形容詞や名詞が修飾する名詞に前置され、後置詞を持つなど、基本的な語順が日本語に似ている。
名詞は男性名詞と女性名詞から成る。アラビア語からの借用語については、本来の性とは無関係に性の区別を行う（たとえば kitāb 「本」は、アラビア語では男性だがヒンディー語では女性）。数に単数と複数があり、格は直格・斜格（主に後置詞とともに用いる）・呼格（人間のみ）がある。属格の後置詞は、修飾される名詞の性・数・格に応じて形を変える（男性単数直格 kā、それ以外の男性 ke、女性 kī）。同様に形容詞も修飾する名詞と性・数・格の一致を行うが、不変化の形容詞もある。
ヒンディー語の動詞はインド・ヨーロッパ語族のほかの語派の言語と異なり、コピュラのみが時制・人称・数による変化を行う。通常の動詞は準動詞（不定詞・分詞）形のみを持ち、これとコピュラを組み合わせることでさまざまな時制・アスペクトを表す。完了時制では他動詞の主語が能格助詞をとる（分裂能格）。

## 方言
自然言語としては、ヒンディー語はインド・アーリア語派の中央語群に属するが、どこまでをヒンディー語に含めるかは、さまざまな立場がある。
もっとも広義にはヒンドゥスターン平野で話される多様なインド・アーリア語派の諸言語を指し、ラージャスターン語やビハール語を含むが、これは言語学的な分類とは言いがたい。
インド・アーリア語派の中央語群をヒンディー語群とも呼ぶ。これはさらに2つの地域に大別される。
- 東ヒンディー語：ウッタル・プラデーシュ州を中心に話者人口も多い。アワディー語・チャッティースガリー語・バゲーリー語など。
- 西ヒンディー語：東ヒンディー語よりも話者人口は少ないが、首都ニューデリーを含む地域で話されているため、その影響力は小さくない。ヒンドゥスターニー語のほかに、カナウジ語・ハリヤーンウィー語・ブラジュ・バーシャー語・ブンデーリー語がある。

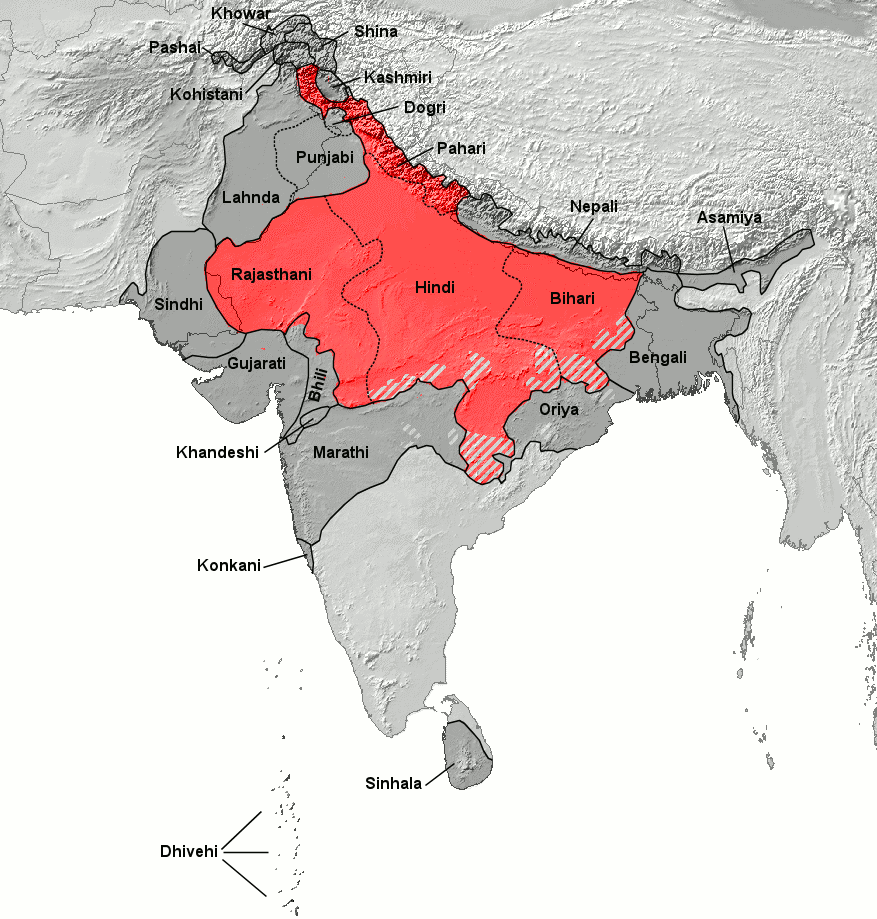
最大限に広く取った場合
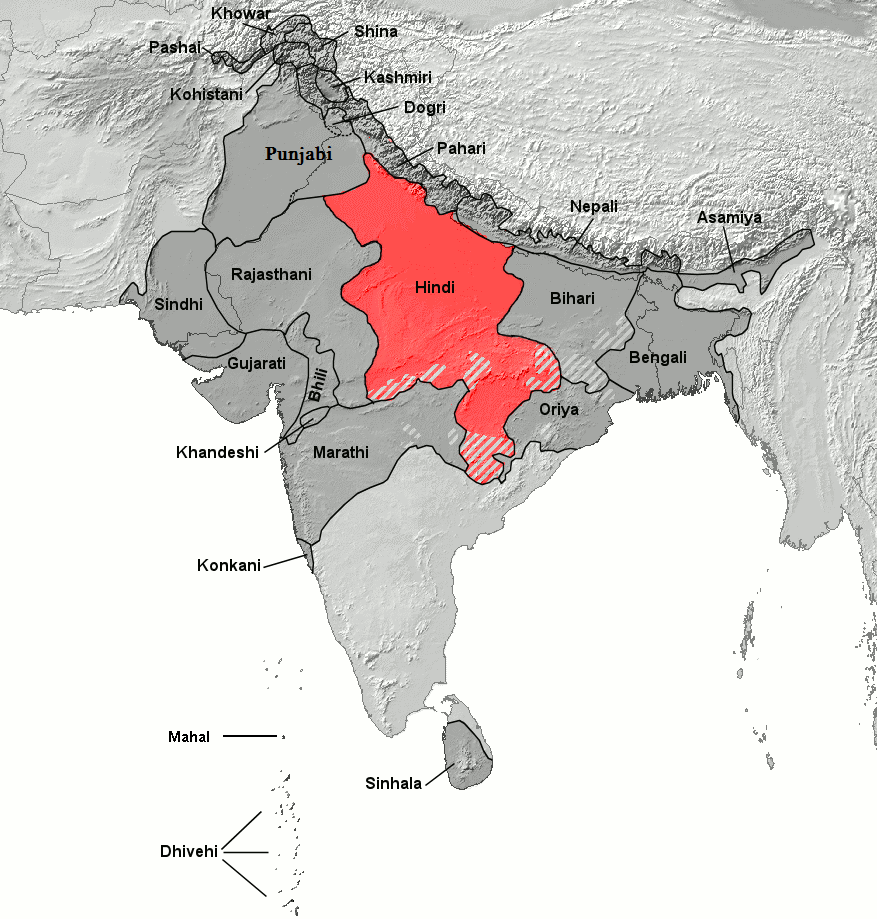
中央語群（ヒンディー語群）
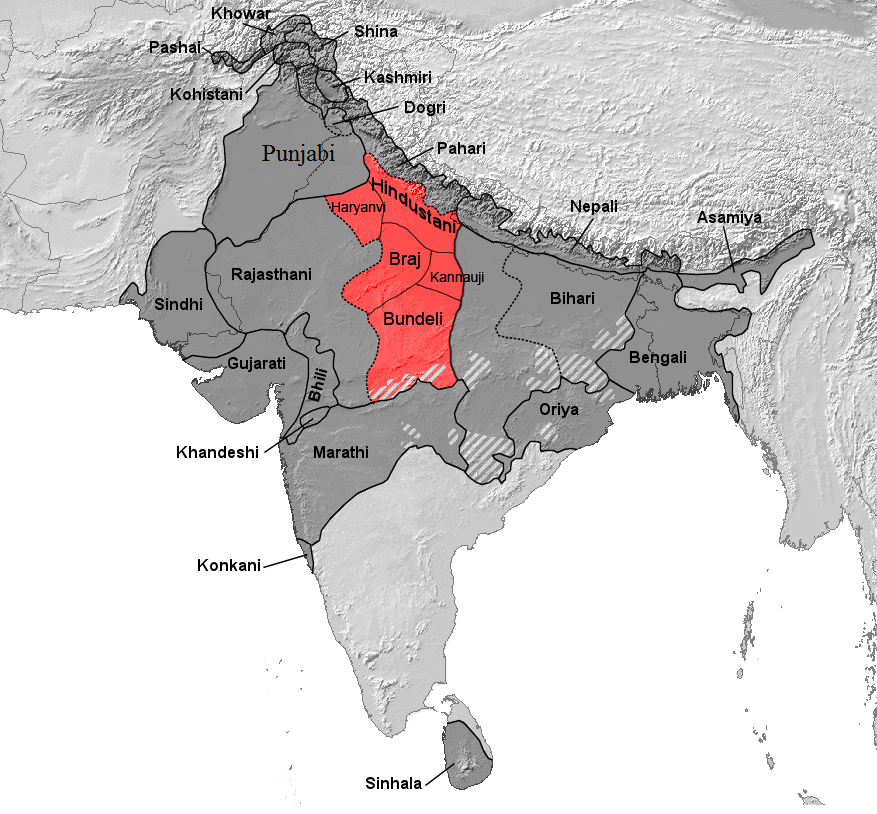
西ヒンディー諸語
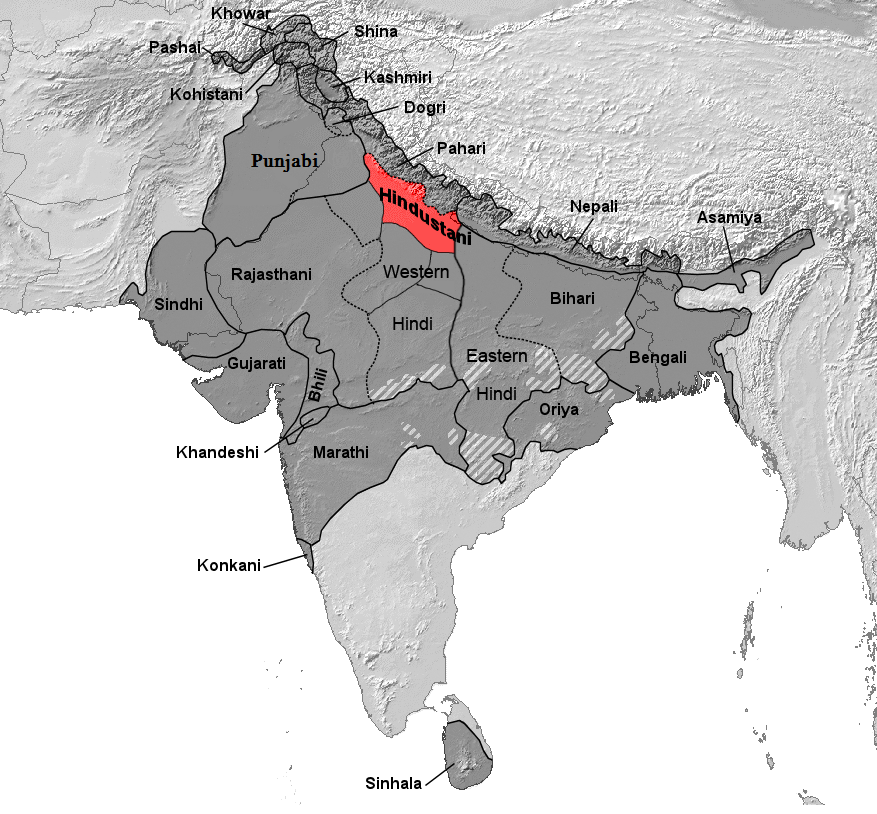
狭義のヒンディー（ヒンドゥスターニー）語

## 文字

デーヴァナーガリー文字による「ヒンディー」

インド憲法ではデーヴァナーガリーを用いることを規定している。インド国内の公共表示に見られるラテン文字の表記はハンター式と呼ばれる。これはアラビア文字系のウルドゥー文字で表記されるウルドゥー語の話者と文書で意思疎通する際などにも多く用いられる。

### デーヴァナーガリー文字での表記
| अ 無 a | आ ा ā  | इ ि i | ई ी ī  | उ ु u | ऊ ू ū  | ऋ ृ r̥  |
| ए े e   | ऐ ै ai | ओ ो o | औ ौ au | ऑ ॉ ɔ | 無 ं ṃ | 無 ः ḥ |

- 表内の左側が母音字（子音が伴わない）、右側が母音記号（子音字に付属、ṃ・ḥ は子音字もしくは母音字に付属）とする。
- ऐ (ai), औ (au) は実際には [ɛː ɔː] と発音する。ऑ (ɔ) は英語からの借用語に現れるが、実際には आ ā と区別されないことが多い[8]。
- ऋ (r̥) はサンスクリットからの借用語に現れ、実際には ri と発音される。サンスクリットにある ॠ (r̥̄) ऌ (l̥) ॡ (l̥̄) の字は使用しない。ḥ も主にサンスクリットからの借用語に現れる。
- アヌスヴァーラ(ṃ)を表す点（ビンドゥ）のほかに、鼻母音を表す月点（チャンドラビンドゥ）があるが、子音の上に母音記号がついている場合は、鼻母音もビンドゥで表される。

|          | 無声・無気 | 無声・帯気 | 有声・無気 | 有声・帯気  | 鼻音 |
| -------- | ---------- | ---------- | ---------- | ----------- | ---- |
| 軟口蓋音 | क ka क़ qa  | ख kha ख़ xa | ग ga ग़ ɣa  | घ gha       | ङ ṅa |
| 硬口蓋音 | च ca       | छ cha      | ज ja ज़ za  | झ jha       | ञ ña |
| 反舌音   | ट ṭa       | ठ ṭha      | ड ḍa ड़ ṛa  | ढ ḍha ढ़ ṛha | ण ṇa |
| 歯音     | त ta       | थ tha      | द da       | ध dha       | न na |
| 唇音     | प pa       | फ pha फ़ fa | ब ba       | भ bha       | म ma |
|          |            |            |            |             |      |
| 半母音   | य ya       | र ra       | ल la       | व va        |      |
| 歯擦音   | श śa       | ष ṣa       | स sa       |             |      |
| 気音     | ह ha       |            |            |             |      |

- ś と ṣ （サンスクリットからの借用語に出現）は通常区別せずにどちらも [ʃ] と発音する[9]。
- サンスクリットにない子音 ṛ ṛh q x ɣ z f を表す文字が追加されている。これらの文字は既存の文字の下に点（ヌクター）を打つことによって作られている。 ṛ ṛh 以外は借用語のために存在し、点を打たない字と同様に発音されることも多い[10]。
- デーヴァナーガリーでは、単独の子音字には母音 a がついているので、子音連結は特殊な結合文字形で表し、語末に子音が来るときはハル（ヴィラーマ）記号を加えることになっている（詳細はデーヴァナーガリーを参照）。しかし、ヒンディー語では、歴史的に脱落した母音 a を、つづりの上では脱落する前の形で書くため、最近は語末のハル記号を使わない傾向がある[11]。子音結合でも結合文字を使わずに書ける場合があり、とくに外来語の表記にはゆれが生じている[12]。
- サンスクリットからの借用語では、通常サンスクリットのつづりがそのまま用いられるが、実際の発音と少し異なっていることも多い。

## 日本語に移入されたヒンディー語
料理・食品名を中心に、ヒンディー語由来の言葉が日本社会に少しずつ定着しつつある。英語経由で入ったものもあり、長音が省略されているものが多い。
| 語意       | ヒンディー語 | 羅字    | 音訳           | 意味                                                 |
| ---------- | ------------ | ------- | -------------- | ---------------------------------------------------- |
| キーマ     | क़ीमा           | kīmā    | キーマー       | ひき肉。「キーマ・カレー」などの料理名に使われる     |
| サモサ     | समोसा          | samōsā  | サモーサー     | 肉や豆の包み焼                                       |
| タンドール | तन्दूर         | tandūr  | タンドゥール   | パンや肉を焼くための窯                               |
| チャパティ | चपाती          | capātī  | チャパーティー | 種なしパンの１種。カレーとともに食されることが多い。 |
| ナン       | नान           | nān     | ナーン         | パンの１種。カレーとともに食されることが多い。       |
| ビリヤニ   | बिरयानी         | biryānī | ビルヤーニー   | 炊き込みご飯                                         |
| ラッシー   | लस्सी          | lassī   | ラッスィー     | ヨーグルト飲料                                       |

## 日本におけるヒンディー語教育
2024年3月現在、ヒンディー語を主専攻として学習できるのは、東京外国語大学外国語学部および大阪大学外国語学部（統合前は大阪外国語大学外国語学部）の2つである。両大学は、古い時代からヒンディー語の専門学科を置き、研究者が多数在籍し、戦後の日本のヒンディー語研究の中心地となった。
在日台湾人作家の陳舜臣は、大阪外国語大学の前身である、大阪外国語学校で印度語（＝ヒンディー語）を専攻し、辞典の編纂事業にも関わったことで知られる。
その他、亜細亜大学、大東文化大学、拓殖大学などでヒンディー語の授業が行われている。